# 头流站
頭流站（：／ Duryu yeok */?）是大邱地鐵2號線沿線的一座地下車站，位於韓國大邱廣域市達西區頭流洞。

## 車站結構
站體為1面2線島式月台的地下車站，候車月台設有月台幕門，並有6處出口。

### 月台配置
| 甘三 ↑   |
| 下 上 \| |
| ↓ 內唐   |

| 月台 | 路線               | 目的地                   |
| ---- | ------------------ | ------------------------ |
| 上行 | ●大邱都市鐵道2號線 | 龍山、啟明大、汶陽方向   |
| 下行 | ●大邱都市鐵道2號線 | 半月堂、泛魚、嶺南大方向 |

## 历史
- 2005年10月18日：开通使用。

## 车站周边
- 大邱慶雲初等學校
- 達城高校
- 大邱新興初等學校
- 慶雲中學
- 頭流公園（朝鲜语：두류공원）
- 大邱市立頭流圖書館

## 圖片

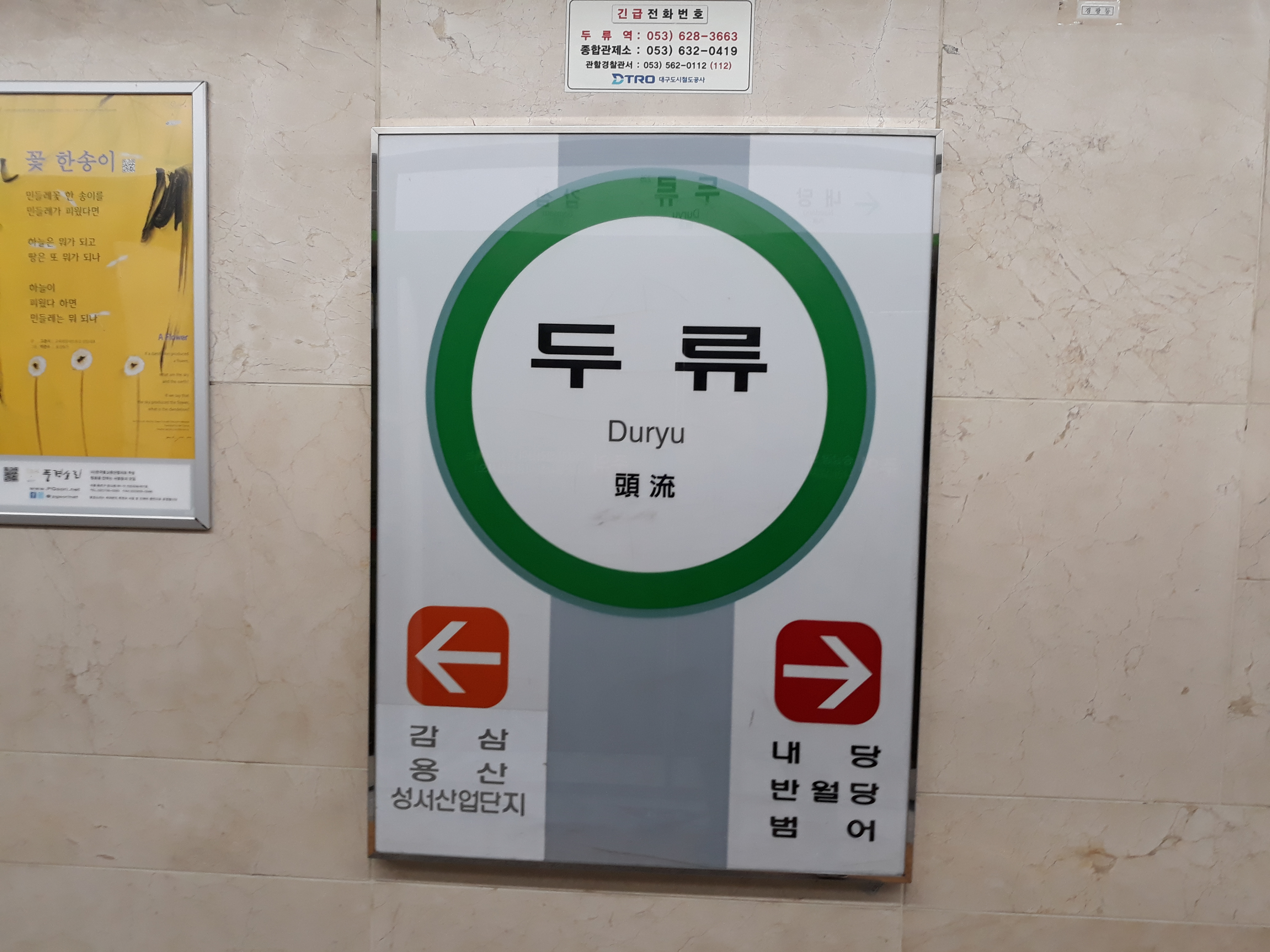
站名牌
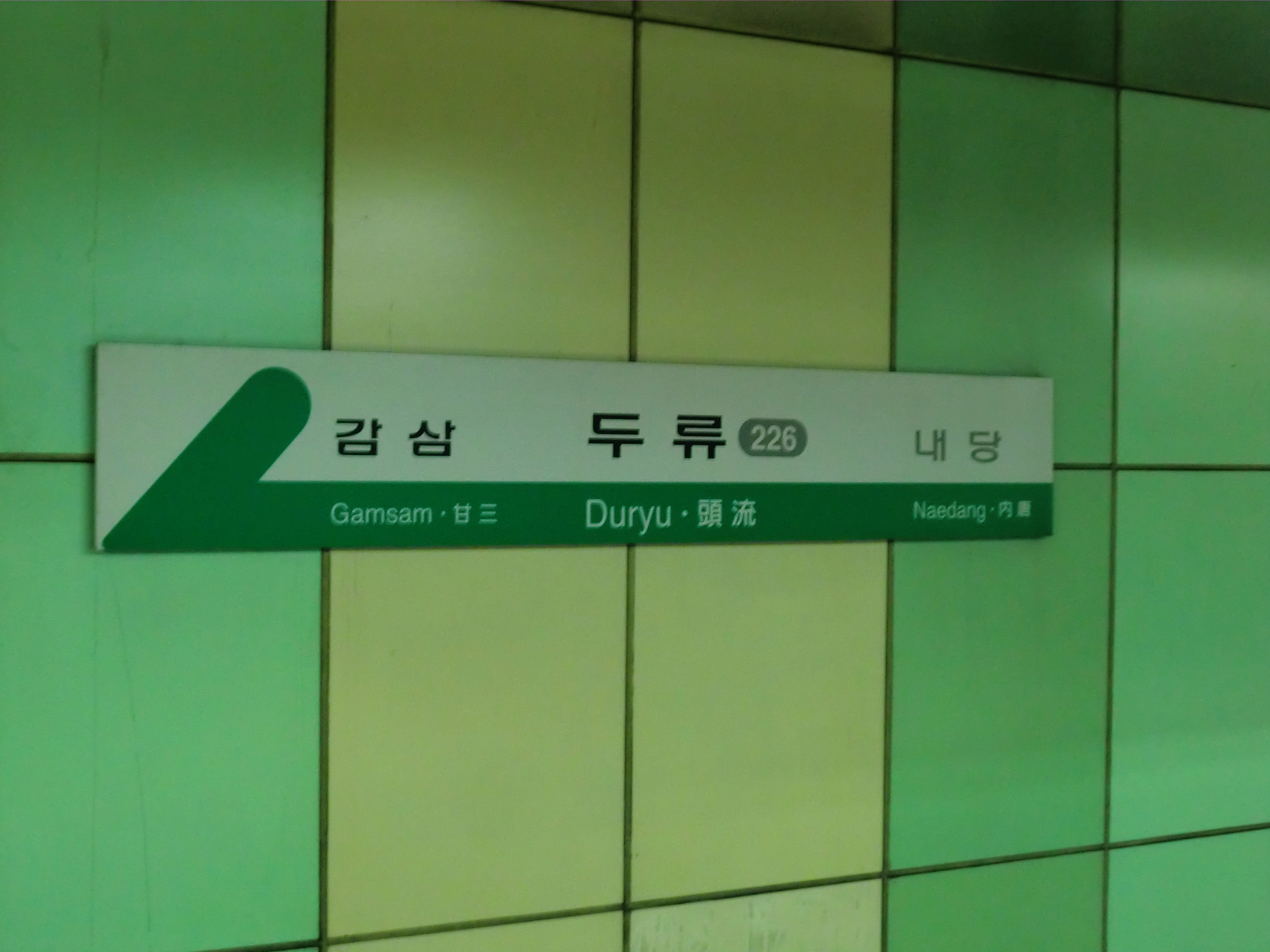
站名牌
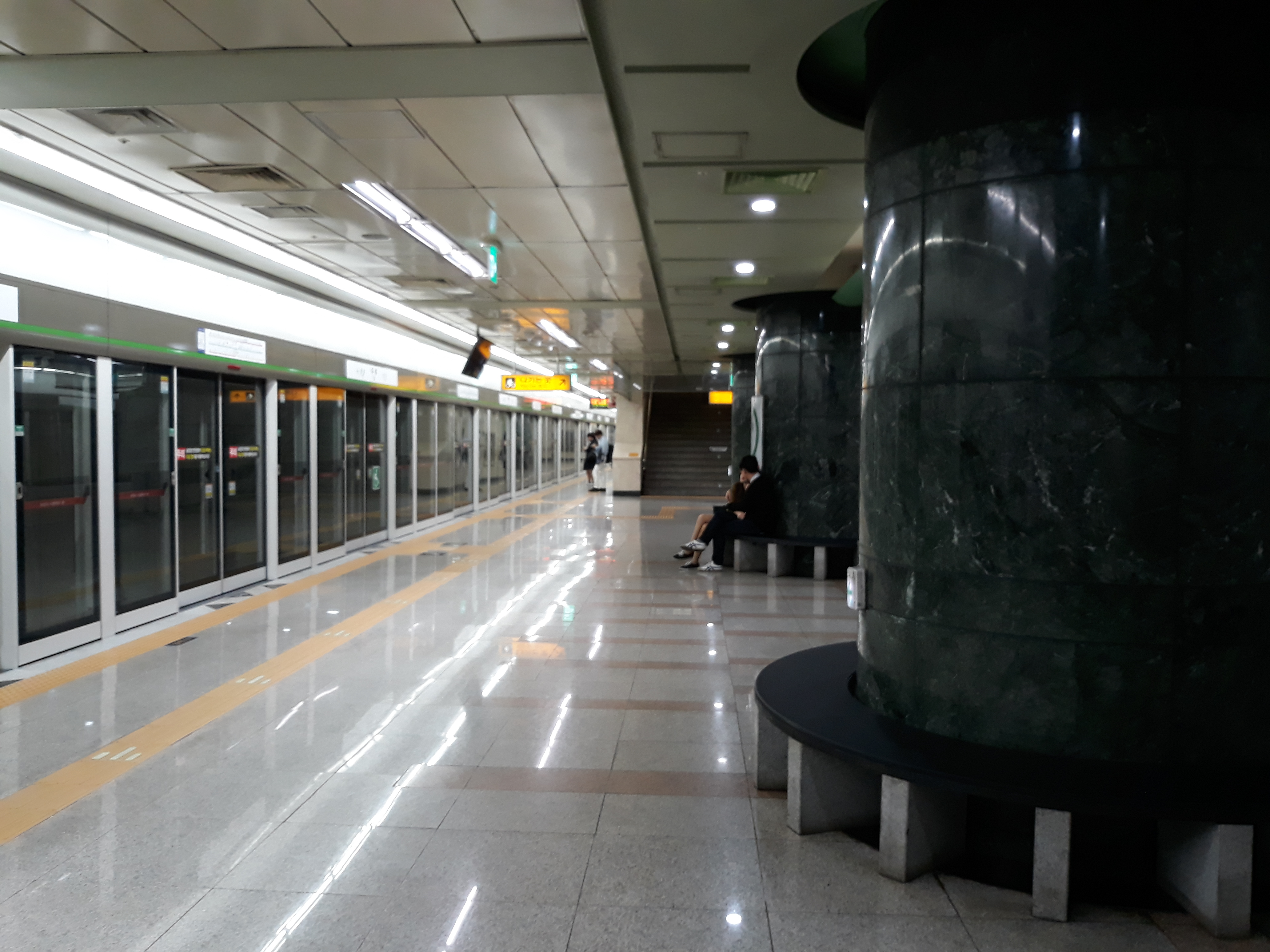
候車月台
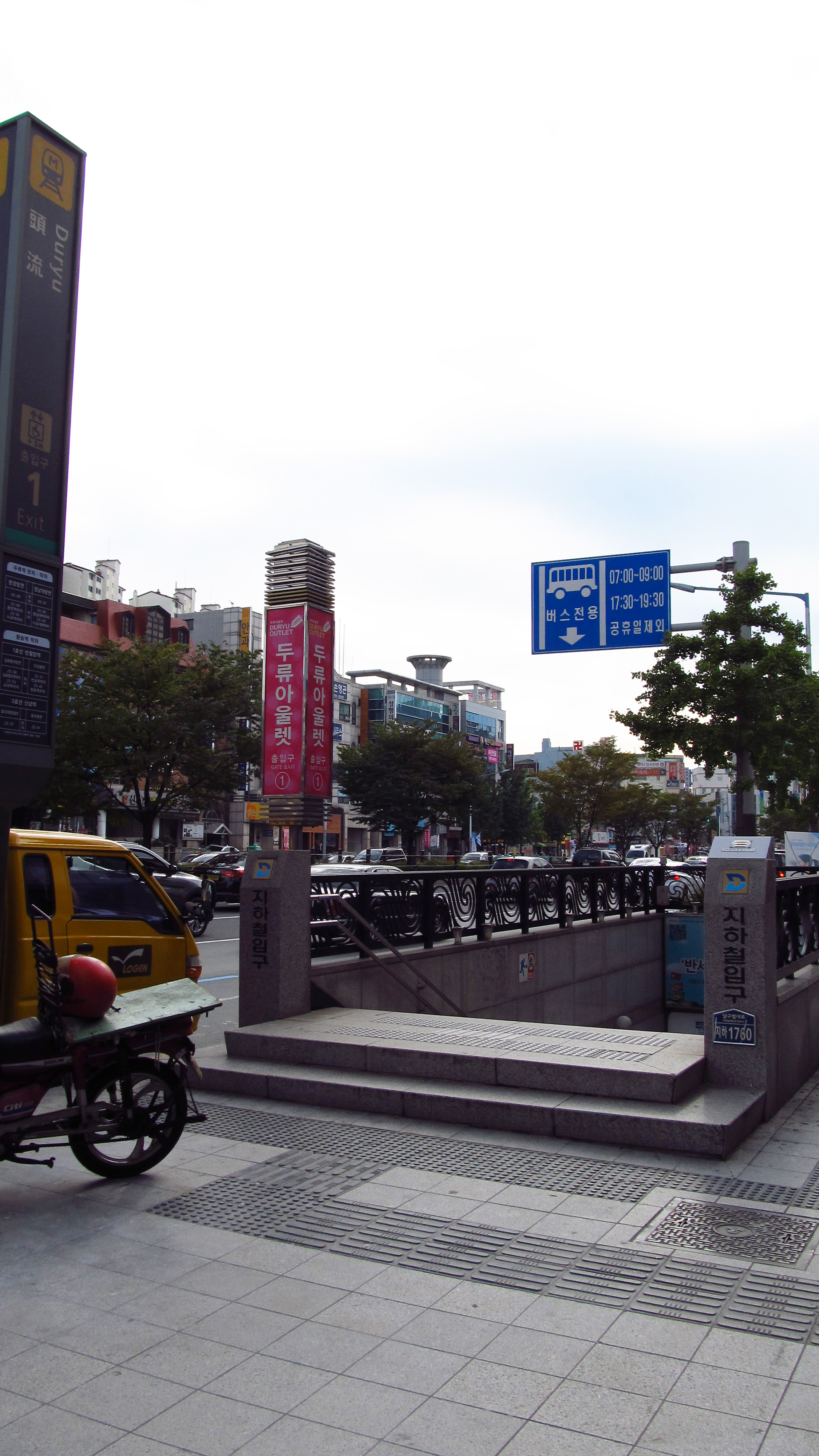
1號出口
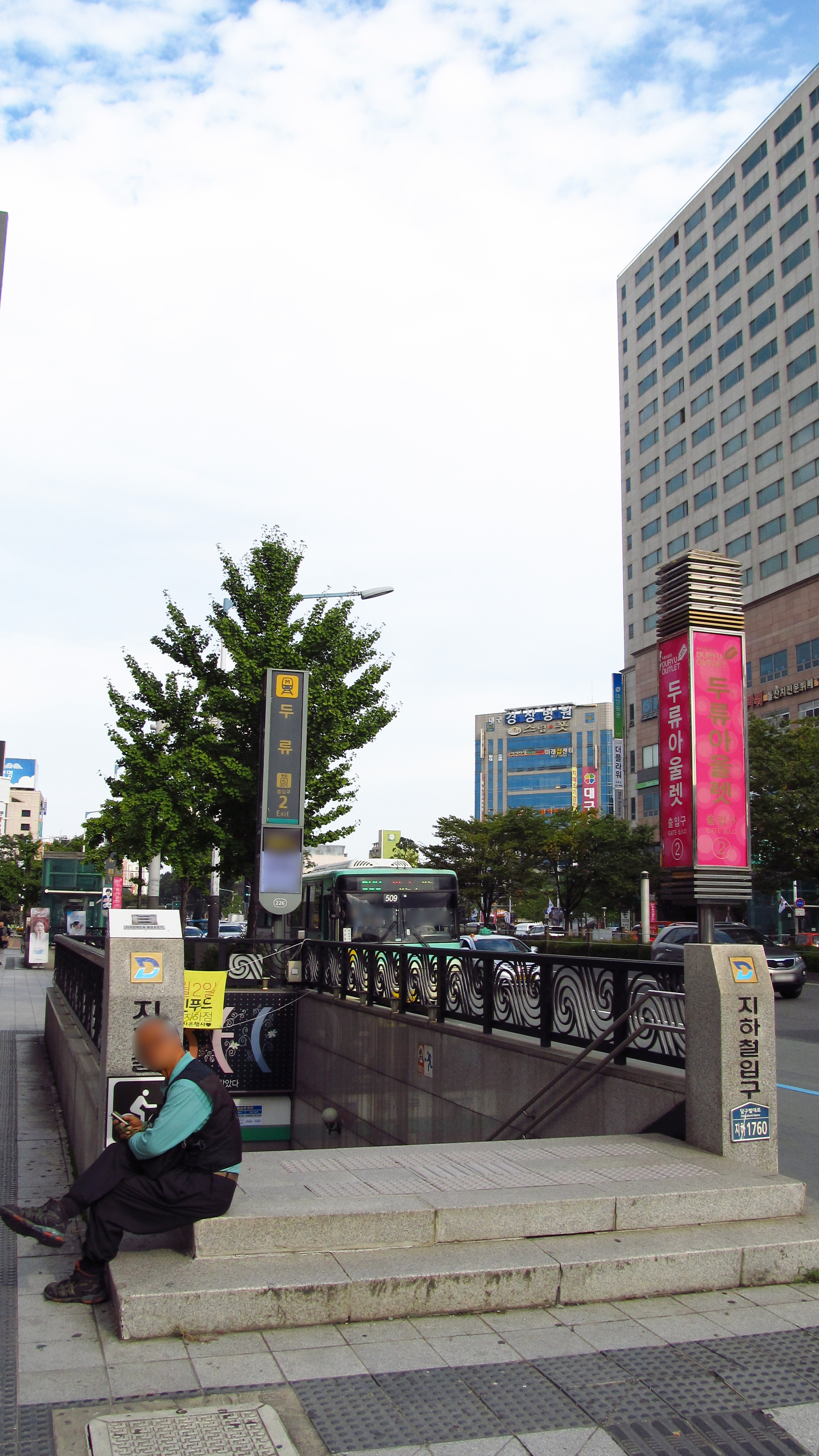
2號出口
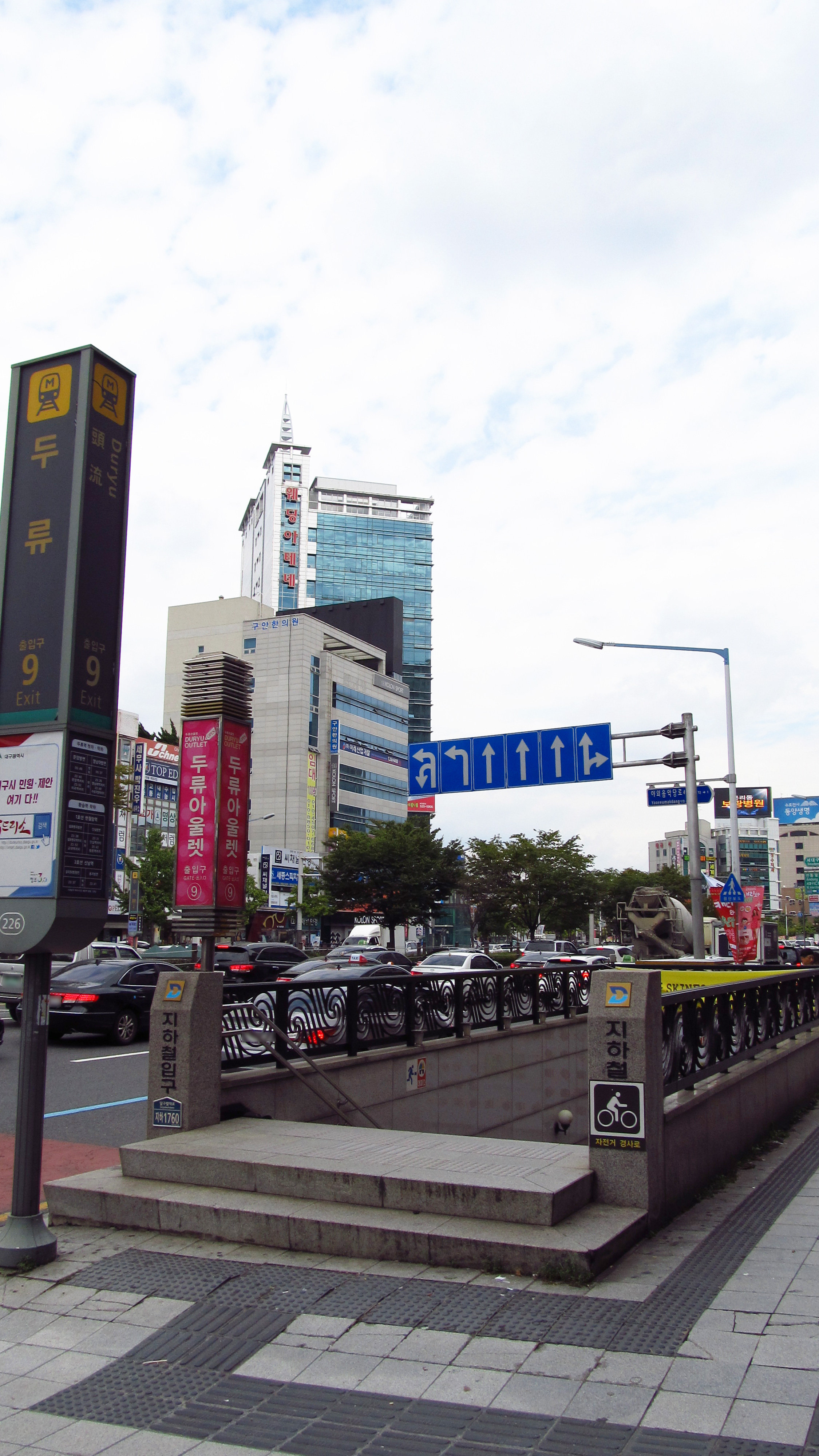
9號出口
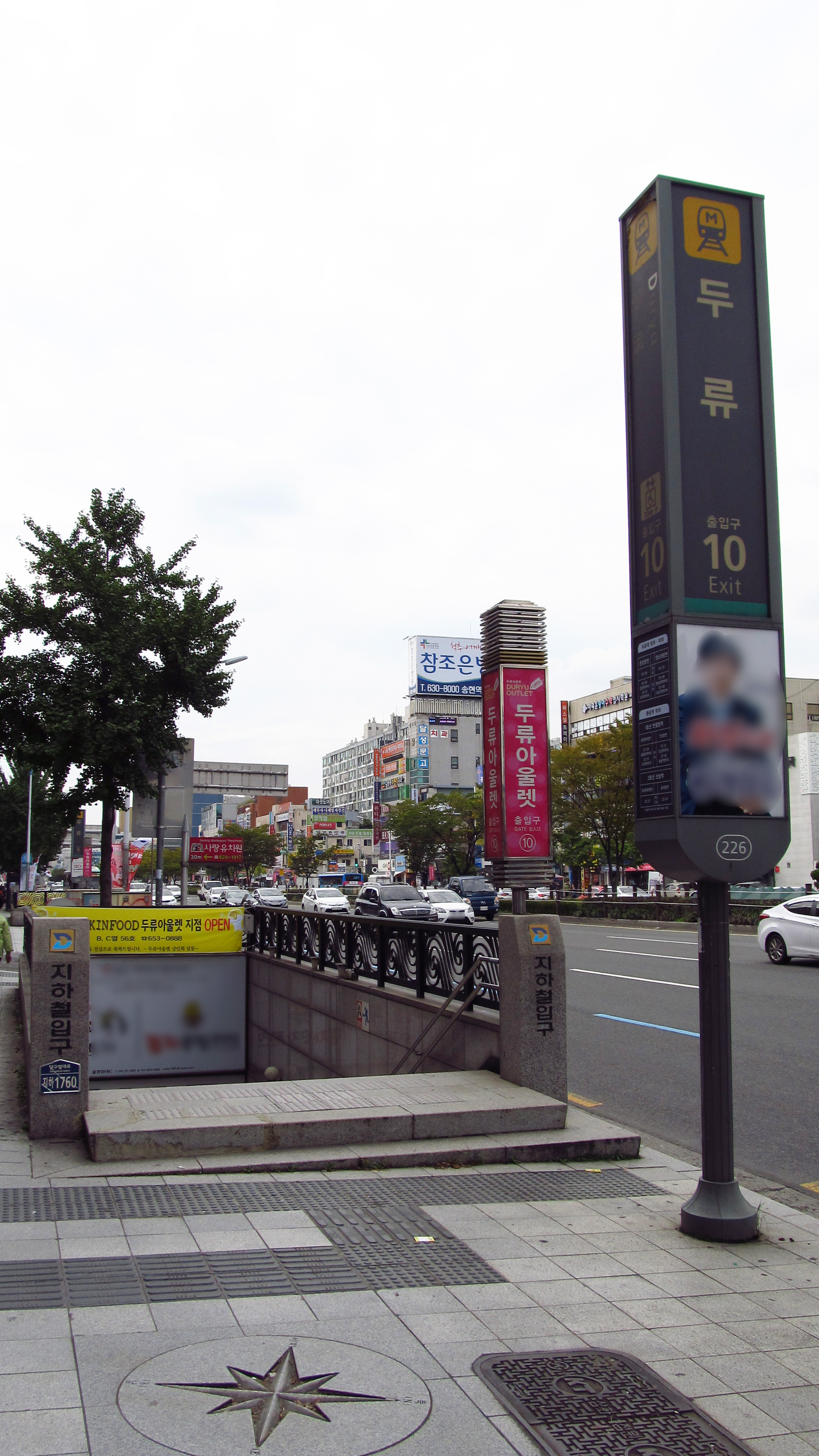
10號出口
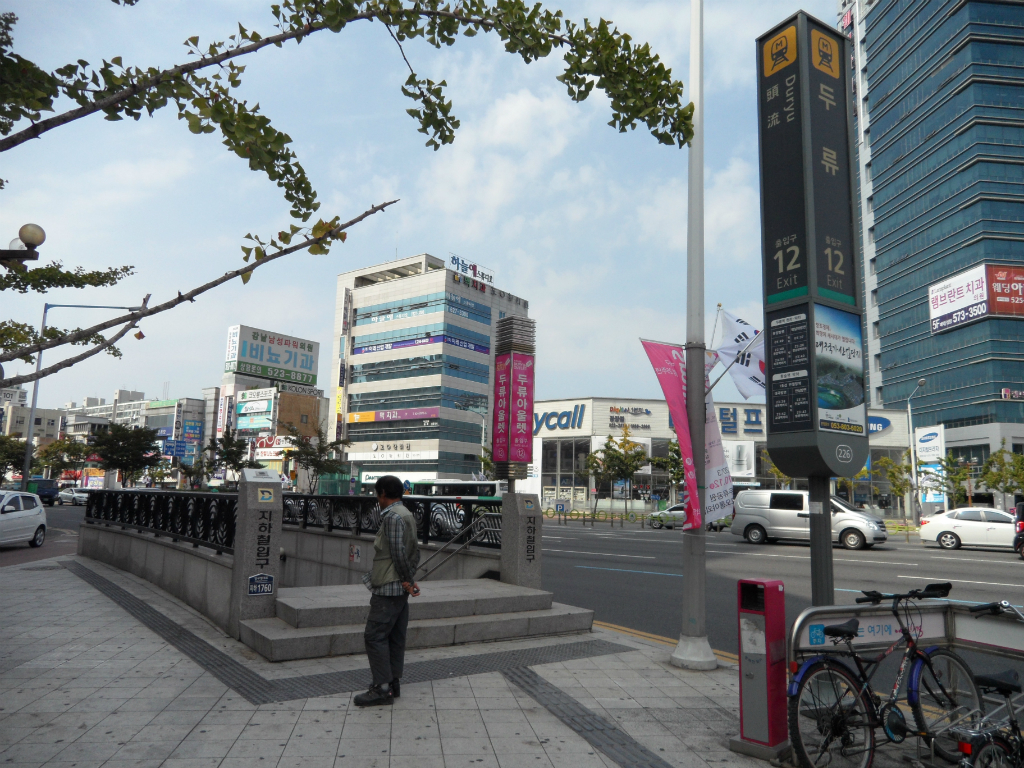
12號出口

## 相鄰車站
大邱都市鐵道公社
●大邱都市鐵道2號線
甘三（225）－頭流（226）－內唐（227）